# キマフトマティキ
キマフトマティキ (ロシア語: Конструкторское бюро химавтоматики, КБХА, KBKhA) は、1941年に共産党航空機産業委員会 (NKAP) によって設立されたロシアの設計局である。起源は1940年に設立されたモスクワ気化器工場にまで遡り、1941年にノヴォシビルスク近郊のベルツクに疎開して、1945年に現在操業しているヴォロネジに移転した。元々は航空機のエンジンの燃料装置の開発を担当する設計局OKB-296で、1946年にOKB-154に改組された 。
セミョーン・コズベルグが設立から1965年に亡くなるまで率いていた。彼の死後はA.D. Konopatovが引継ぎ、さらに1993年にはV.S. Rachukが引き継いだ。に2015年にはViktor D. Gorokhovが引き継いだ。これまでに液体燃料ロケットエンジン、宇宙用原子炉、ソビエト初の出力1MWのガスレーザーやソビエト唯一の運転可能な原子力ロケットエンジンを含む幅広い高技術水準の製品を設計した。これまで60機種以上の液体燃料ロケットエンジンを設計し、そのうち30機種あまりが量産された。

## 第二次世界大戦
キマフトマティキ設計局の元来の任務は第二次世界大戦中にソビエトの航空機用の燃料システムを開発することだった。コズベルグは航空機機関製造中央研究所の燃料システムで10年を過ごした後、新しい設計局に配置された。ドイツ軍の侵攻により拠点をシベリアのBerdskへ移し、コズベルグと約30人の彼のチームメンバー達はLa-5、La-7、ツポレフ Tu-2 やTu-2Dを強化する直噴システムを開発した。新しい燃料システムは従来のガソリン燃料システムを凌駕する目覚しい性能の向上をもたらし、激しい戦闘時における気化器のフロートに起因する問題を解消した。それらは同時期にダイムラー・ベンツによって開発された同様の直噴システムと競い、戦後、設計局はレシプロ、ターボプロップ、ジェット機の燃料装置の設計を継続するためにヴォロネジへ移転した。

## キマフトマティキ ロケットエンジン会社の成熟期
開発の成功により第154工場設計局は独立したOKB-154に改組された。新会社はロケットエンジンを開発する事が目的だった。
開発作業は人工衛星打ち上げ用とミサイル用の液体燃料ロケットの開発の2分野だった。1958年2月10日にS. コズベルグとS.コリョロフの会談により始まった。この会合の結果はルナロケット用の酸素/ケロシンを推進剤とするRD-0105エンジン(エンジンの主任設計者は V. Koshelnikov)の共同開発だった。このエンジンは、世界で初めて第二宇宙速度に到達して、月面にソビエトの国旗を掲げ、月の周囲から月の裏側の写真を撮影する事を企図した。後に、月の裏側のクレーターの一つが、S. コズベルグに由来して名付けられた。
KBKhAはボストークロケットの3段目(主任設計者– V. Koshelnikov)のためにRD-0105を原型としてRD-0109液体燃料ロケットエンジンを開発した。エンジンはより信頼性が高く、高効率で軽量の燃焼室の開発により、技術的な仕様が高水準だった。RD-0109の推力はユーリイ・ガガーリンの搭乗したボストーク1号を軌道に投入した。ボストーク宇宙船は全て1人乗りで異なる軍用と後に科学
用の宇宙船になった。1950年代末から60年代初頭の宇宙産業は7000 kgまでのより強力な打ち上げ機の開発を必要としていた。この用途を満たすために設計局は軍用ロケットのR-9Aの2段目のエンジンのRD-0106を基に火星や金星への惑星間飛行のための宇宙機や2人から3人の宇宙飛行士が搭乗する宇宙船のためにS.コリョロフの開発した打ち上げ機であるモルニヤ、ボスホート、ソユーズの3段目のためにRD-0107、RD-0108とRD-0110 (主任設計者Y. Gershkovits)を開発した。これらの乗員には最初に宇宙遊泳をした者や軌道上でドッキングしたりアポロ宇宙船を含む2機が並んで飛行したものが含まれる。ソユーズ打ち上げ機は宇宙ステーションへ物資を輸送するために使用される。高信頼性のRD-0110を使用してこれまで1500回以上の打ち上げが成功した。1965年の始めに主任設計者のS.コズベルグが自動車事故で亡くなった。A. Konopatov が主導設計者として就任して設計局を引き継いだ。

### 新計画 – 新エンジン 1970年代
ロシアの宇宙産業の到達点は総設計者のV. Chelomeyによる強力なUR-500打ち上げ機の開発だった。打ち上げ機は20トンまでの重量物を軌道投入可能だった。プロトン打ち上げ機の2段目のためにキマフトマティキは酸化剤リッチ二段燃焼サイクルで運転されるRD-0208とRD-0209 (主任設計者 V. Kozelkov)を開発した。
試作エンジンとしてRD-0206が軍用ミサイルのUR-200に搭載されて使用された。この打ち上げ機は軌道周回自動ステーションのプロトンを軌道に投入した。UR-500は後にプロトンと名づけられた。3段式のプロトンはより強力な打ち上げ機で2段目にはRD-0208とRD-0209が改良されて搭載された。改良されたエンジンはRD-0210とRD-0211だった。 (主任設計者はV. Kozelkov)プロトンによって打ち上げられたアルマース宇宙ステーションの軌道修正用にキマフトマティキは加圧供給式で(100回までの)複数回の始動が可能で軌道上に(2年まで)待機できるRD-0225(主任設計者 V. Borodin)を開発した。これらの打ち上げ機は月探査モジュールや火星や金星の惑星探査機の打ち上げにも派生型が使用された。長期間の軌道上での滞在が可能なサリュートとミールと同様に国際宇宙ステーションのザーリャとズヴェズダモジュールの打ち上げにも使用された。これまで300回以上のプロトンが打ち上げられた。
技術的に完成の域に到達したエンジンであるRD-0110, RD-0210, RD-0211, RD-0212は長寿命である。これらのエンジンは40年以上にわたり、異なる宇宙機、自動ステーションと有人宇宙船を打ち上げてきた。高エネルギー重量特性と単純な運用支援によって同規模のロシアと外国のエンジンの中で最良の位置を占める。

### 核ロケットの傘の創出
キマフトマティキの優先事項の一つは高エネルギー特性と高信頼性と低製造費と配備中の整備の不要な液体燃料ロケットエンジンの開発の軍用の契約の履行だった。1957年にRD-0100、RD-0101、迎撃用のRD-0102の開発中に獲得したこれまでの経験を基に設計局は自己着火性推進剤を使用する短距離対空ミサイル(SAM)用のエンジンの開発を開始した。最初の液体燃料ロケとエンジンであるRD-0200 (主任設計者 A. Golubev)はS. ラヴォーツィキン5В11 SAMの2段目用として開発された。エンジンは1 : 10の出力調整を備えたガス発生器サイクルとして設計された。エンジンは全ての試験に合格して量産された。
RD-0201(主任設計者 L. Pozdnyakov)はP. Grushin B1100 SAMの3段目のために設計された。RD-0200とは異なり、飛行航法を目的とした4基の傾斜可能な燃焼室を備える。1950年代末に8K72を置き換える目的のより強力なR-9ロケットの開発に疑問がもたれた。1959年から1962年に設計局は液体酸素/ケロシンエンジンであるRD-0106を打ち上げ機の2段目(ブロック B)(主任設計者 – Y. Gershkovitz)のために開発した。高エネルギー特性、最適化された設置、高信頼性、小型、単純な運用、開発期間(地上と飛行)はソユーズ打ち上げ機の3段目(ブロックI)用のRD-0110を含むコロリョフの宇宙ロケット用のエンジンの多様な開発のための基になった。1960年代初頭から打ち上げ機のためのキマフトマティキとチェロメイ設計局との長期間にわたる互恵的な協力関係が始まり、およそ20基が開発された。強力な打ち上げ機がこの時期に必要であると考えられ、エネルギー特性と液体燃料ロケットエンジンの運転特性の改良が検討された。キマフトマティキはこのような液体燃料ロケットエンジンの開発を開始した。1961年から1964年にUR-200の1段目用にRD-0203とRD-0204液体燃料ロケットエンジン(主任設計者 V. Kozelkov)が開発され、同じロケットの2段目のためにRD-0206とRD-0207(主任設計者 L. Pozdnyakov)が開発された。
これらの新型エンジンは先進的な設計で常温で貯蔵可能な推進剤の構成で、初めて二段燃焼サイクルを採用した。予燃焼室(プリバーナ)と主燃焼室を備え高圧(150 kg/cm2まで ガス発生器サイクルのエンジンでは70 kg/cm2まで)で運転され、ターボポンプの駆動による比推力の損失を除外した。
高出力で高経済性のエンジンは地上試験から飛行試験まで短期間で開発された。これらのエンジンは新型エンジンの原型になった。1963年にチェロメイ設計局は新型のRS-10ロケットの1段目にキマフトマティキが1963年から1966年に開発したRD-0216とRD-0217(主任設計者 V. Koshelnikov)を採用した。高い水準の技術と運転が打ち上げ機には必要とされ、高効率で高信頼性と狭い空間に収まる事がエンジンには求められた。これら全ての要求はロケットの構成要素として地上と飛行開発試験によって適合し、認定された。
高圧燃焼室を備えた新世代のエンジンの開発によって得られた経験が基礎になった。この形式の最初のエンジンはRS-18ロケットの1段目のために1969年から1974年に開発されたRD-0233とRD-0234 (主任設計者 V. Kozelkov, 主導設計者V. Ezhov)だった。
さらにRS-18の2段目のために二段燃焼サイクルのRD-0235とガス発生器サイクルの傾斜機構を備えたRD-0236 (主任設計者 V. Kozelkov, 主導設計者Y. Garmanov)が開発された。RD-0235はRD-0216エンジンを基に開発されたがより高信頼性の設計になった。
液体燃料ロケットエンジンの開発経験を基に1967年にキマフトマティキは総設計者のM.ヤンゲリによって設計されたRS-20の2段目のRD-0208 (主導設計者 Y. Gershkovich)を開発した。エンジンはプロトンで使用された3段目のRD-0212エンジンを基に開発されたがより強力で異なる段に装備された。

### 最初の原子力ロケットエンジン
1965年にキマフトマティキは RD-0410とRD-0411 (主任設計者 G. Chursin, 主導技術者 – L. Nikitin, M. Biryukov, A. Belogurov, Y. Mamontov)を開発する計画を策定した。エンジンは深宇宙探査のための宇宙機の加減速と軌道修正専用とした。高温の特性での作動流体と原子炉内の高温加熱(最大3 000K)によりエンジンは高効率(真空中での比推力は910 kg s/kg)だった。時間と費用を低減するために原子炉と"低温"エンジン(供給装置、調整と制御要素)は並行して開発された。複数の異なる作動行程の原子炉が設計された。ウランを被覆した(燃料セル)を開発して組み立て原子炉は分離するためにブロックマウント原理を採用した設計だった。その結果、RD-0410原子力ロケットエンジンの開発ではRD-0120エンジンの主ターボポンプを開発するために使用され、複数のモードの宇宙原子炉の開発の基になった。

### 最初のガスダイナミックレーザー
1970年代にKBKhAは活性化したガスの熱エネルギーを超音速のノズルから噴射して膨張して電磁波に変換する高出力の連続したガスダイナミックCO2レーザー(GDL)の開発を開始した。一連のGPLの試作機は10 から 600 kWの放射エネルギーを生み出し、GDL RD0600ガス推進器が宇宙機に搭載された。(主導した設計者は — V.P. Koshelnikov, G.I. Zavision, V.Y. Guterman)

## 液体燃料ロケットエンジン
1954年から設計局は超高性能な実験機であるYak-27V とE-50A用に液体燃料ロケットエンジンを設計し、1957年から1962年に対航空機用誘導ミサイルのエンジンを設計した。1960年代初頭から設計局は有人仕様の液体燃料ロケットエンジン(LPREs)を設計した。
数十年後、キマフトマティキはソビエト連邦における有力な液体燃料ロケットの開発会社の一つになり、SS-11、 SS-18や SS-19や弾道ミサイル等のエンジンを設計した。他に類を見ない設計として空間を節約する為に非対称ジメチルヒドラジン(UDMH)推進剤のタンク内にエンジンを潜らせる(SS-N-23 潜水艦発射式弾道ミサイル)用のエンジンがある。彼らは同様にソユーズやプロトンロケットの上段やエネルギアロケットのコアステージも設計した。
膨大な設計作業と弛まざる改良は高い技術水準の獲得をもたらした。同時期(1960年代から1970年代初頭)のアメリカでは液体燃料推進剤によるミサイルの開発を放棄し、固体燃料に転換したことにより、新規に開発された液体燃料ロケットエンジンはスペースシャトルの主エンジン(SSME)のみだった。コズベルグ設計局は彼らの経験をソビエト初の推力40t超の液体水素燃料エンジンであるRD-0120の開発に遺憾なく発揮した。大半の液体酸素/ケロシンまたは四酸化二窒素/非対称ジメチルヒドラジンを推進剤とするエンジンの設計とは異なり、液体酸素/液体水素を推進剤とするRD-0120は仕様と性能はSSMEに似ているが取り入れられた技術により廉価である。
キマフトマティキは目下のところRL-10の代替を目的として国際市場向けにRD-0146を売り込み中である。
液体燃料ロケットエンジンの市場の縮小に伴い石油やガスや農業や医療産業の関連する製品の設計へ事業領域を拡大する。

## 特筆すべきエンジンの設計
| エンジン | 他の識別符号         | 熱サイクルの種類       | 推力, kN (真空中) | 比推力, 秒 (真空中) | 推進剤                                | エンジン重量 (kg) | 開発年    | 備考 |
| -------- | -------------------- | ---------------------- | ----------------- | ------------------- | ------------------------------------- | ----------------- | --------- | --- |
| RD-0105  | 8D714                | ガス発生器サイクル     | 49.4              | 316                 | 液体酸素/ケロシン                     | 130               | 1958-1960 | ルナとボストーク-L, ブロック-E (3段目). 最初に第二宇宙速度を超えた人工物であるルナ1号の打ち上げに使用された。       |
| RD-0109  | 8D719                | ガス発生器サイクル     | 54.5              | 323.5               | 液体酸素/ケロシン                     | 121               | 1959-1965 | ボストーク-Kと後のボストーク, ブロック-E (3段目).最初の宇宙飛行士であるユーリイ・ガガーリンの打ち上げに使用された。 |
| RD-0110  | 11D55, RD-461        | ガス発生器サイクル     | 298               | 326                 | 液体酸素/ケロシン                     | 408               | 1963–1967 | ソユーズ, モルニヤ, 第3段,                                                                                          |
| RD-0120  | 11D122, RO-200       | 二段燃焼サイクル       | 1962              | 455                 | LOX/LH2                               | 3450              | 1967–1983 | エネルギア, コア, ,                                                                                                 |
| RD-0124  | 14D451M, 14D23       | 二段燃焼サイクル       | 294               | 359                 | 液体酸素/ケロシン                     | 450               | 1996–1999 | ソユーズ, 第3段, |
| RD-0146  |                      | エキスパンダーサイクル | 98                | 451                 | LOX/LH2                               | 242               | 2000-     | RL10A-4-1の換装用, ,                                                                                                |
| RD-0210  | 8D411K, RD-465, 8D49 | 二段燃焼サイクル       | 598               | 326                 | 四酸化二窒素/非対称ジメチルヒドラジン | 565               | 1963–1967 | プロトン, 第2段 |
| RD-0410  | 11B91                | エキスパンダーサイクル | 35.3              | 910                 | 核/液体水素                           | 2000              | 1965–1994 | ソビエト/ロシアで運転された唯一の原子力エンジン, ,                                                                  |
| RD-0243  |                      | 二段燃焼サイクル       | 825               | 300                 | 四酸化二窒素/非対称ジメチルヒドラジン | 853               | 1977–1985 | SS-N-23 潜水艦発射式弾道ミサイル, ,                                                                                 |

## 2000年代の新型エンジン
キマフトマティキのチームはこれまでに培われた設計の経験を基に新しいロケットエンジンと発電施設を開発するための高水準の科学者達(6人の博士号取得者と50人以上の科学の候補者達)、設計者、生産技術者と作業者を擁する。

### GPVRD 58L
1994年以降、Baranov CIAMによるとキマフトマティキはマッハ3-6.5の速度と高度20–35 kmでの飛行条件下での水素の燃焼行程を調査するために実験的な軸対称スクラムジェット58L (主任設計者 — Y.V. Liplavy, Y.A. Martynenko)を開発したとされる。エンジンの燃料の液体水素は冷却された溝を通過して燃焼区画に入る。燃焼室は環状で3区画の設計である。最初の区画は亜音速の空気流で水素が燃焼する。2番目は超音速の流れである。燃焼室は全てキマフトマティキで設計、製造され、新型で先進的な設計と技術により実現した。1998年にスクラムジェットの最初の飛行試験がKholod研究所で実施され、成功した。エンジンはマッハ3の速度で始動して77秒間の飛行の終わりには機体の速度はマッハ6.47に到達した。世界で初めて超音速の流れの条件下で水素を燃焼した。エンジンは試験計画で運転され、試験計画では記録は伴わなかった。

## 磁気プラズマダイナミックエンジン
2013年にキマフトマティキは長距離宇宙飛行用の磁気プラズマダイナミックエンジンの地上試験に成功した 。